# Цихостув-Кольонія
Цихостув-Кольонія (пол. Cichostów-Kolonia) — село в Польщі, у гміні Мілянув Парчівського повіту Люблінського воєводства.
У 1975-1998 роках село належало до Білопідляського воєводства.